# Brachysetodes extensus
Brachysetodes extensus är en nattsländeart som beskrevs av Schmid 1958. Brachysetodes extensus ingår i släktet Brachysetodes och familjen långhornssländor. Inga underarter finns listade i Catalogue of Life.